# بين فونل
بين فونل (بالإنجليزية: Ben Funnell)‏ هو لاعب اتحاد الرغبي نيوزيلندي، ولد في 6 يونيو 1990 في بالميرستون نورث في نيوزيلندا.